# Лиманська школа українського народного церковного будівництва другої половини 18 століття
Лиманська школа українського народного церковного будівництва другої половини 18 століття. Сформувалася на основі традицій народного храмового будівництва Слобожанщини. Виділяється яскравою оригінальністю архітектурних форм, особливістю конструктивних рішень у дереві. Храми цього типу зосереджувалися довкола села Лиман, що й дало назву школі. Характерні риси церковних будівель цієї школи зафіксував (у 1920—30-х рр.) С. Таранушенко. Жодна з пам'яток лиманської школи не збереглася. Усі будівлі мали подібне планування: хрещаті, у центрі споруди ставилися зруби у формі квадрата з обтятими кутами (неправильного 8-кутника), до квадрата з 4 боків прилягали гранчасті рамена (рукави, бічні верхи) менших розмірів. Верхи храмів були дуже високими, мали 4—5 заломів. Найвідомішими пам'ятками цієї школи були: Свято-Троїцька церква (1751) в селі Черкаський Бишкин, Введенська церква (1761, будівничий Яким Погрібняк) в Благодатному, Свято-Михайлівська церква (1798) і Воздвиженська церква (1805) в селі Лиман, Свято-Покровська церква (1771) в селі Олешні, Свято-Михайлівська церква (1789) в с. Осинове, Свято-Успенська церква (1797) в с. Воронівка та ін. Стилістично близькими до цих споруд були також Свято-Троїцький собор (1778, будівничий Яким Погрібняк) у місті Новоселиці та Свято-Миколаївський собор (1795) Медведівського монастиря на Чигиринщині.
Згідно з урядовою програмою відтворення визначних пам'яток історії та культури України, ухваленою 1999 року, передбачено відбудову кількох пам'яток, що належать до лиманської школи, — Свято-Михайлівської церкви в с. Осинове та Свято-Михайлівської церкви в с. Верхній Бишкин.